# Xinjie (sockenhuvudort i Kina, Jiangsu Sheng, lat 31,37, long 119,75)
Xinjie (kinesiska: 新街, 新街街道) är en sockenhuvudort i Kina. Den ligger i provinsen Jiangsu, i den östra delen av landet, omkring 120 kilometer sydost om provinshuvudstaden Nanjing. Antalet invånare är 31 457. Befolkningen består av 15 266 kvinnor och 16 191 män. Barn under 15 år utgör 8,0 %, vuxna 15-64 år 78 %, och äldre över 65 år 13,0 %.
Runt Xinjie är det tätbefolkat, med 790 invånare per kvadratkilometer. Närmaste större samhälle är Yicheng, 6,8 km öster om Xinjie. Trakten runt Xinjie består till största delen av jordbruksmark.
Genomsnittlig årsnederbörd är 1 542 millimeter. Den regnigaste månaden är juli, med i genomsnitt 268 mm nederbörd, och den torraste är december, med 50 mm nederbörd.